# Евразийские ежи
Еврази́йские ежи́, или лесны́е ежи́ (лат. Erinaceus) — род млекопитающих семейства ежовых. Самые обыкновенные ежи, обитающие в Европе, Средней и Передней Азии, Сибири, Китае и Корее. Европейский ёж акклиматизирован в Новой Зеландии.
Латинское название рода — Erinaceus — происходит от слова ericius, что в переводе означает «колючий барьер».

## Виды
Всего 4 вида:
- Erinaceus amurensis — Амурский ёж
- Erinaceus concolor — Белогрудый ёж
- Erinaceus europaeus — Европейский ёж
- Erinaceus roumanicus — Южный ёж

## Описание
Это некрупные ежи: длина тела 13—27 см, — с характерным ежиным обликом. Спина и частично бока у них покрыта иглами. Между иглами растут тонкие, длинные, редкие волосы. Брюшная сторона покрыта длинными и грубыми волосами, обычно буроватого или серого цвета. Окраска спины весьма изменчива: от тёмно-бурой и чёрной до почти белой. Хвост короткий — от 1 до 5 см. Голова довольно крупная, клинообразная, со слабо удлинённым лицевым отделом. Уши небольшие, широкие, округлые.
Евразийские ежи предпочитают селиться на опушках лесов, вырубках, в зарослях кустарников. Встречаются также в степи и лесостепи; избегают сильно заболоченных местностей и сплошных массивов высокоствольных лесов. Часты в окультуренных ландшафтах. Активность преимущественно сумеречная и ночная. Обыкновенный ёж на зиму устраивает наземное гнездо из кучи сухой травы и листвы и впадает в спячку, продолжающуюся до весеннего тепла.

## Питание
Евразийские ежи всеядны, но предпочитают животную пищу: мышевидных грызунов, ящериц, лягушек, различных насекомых и личинок.
Ежей, содержащихся как домашнее животное, не следует кормить молочными продуктами, так как они страдают непереносимостью лактозы. Собачий или кошачий корм также не подходит для них, так как содержит слишком много жиров и слишком беден белками.

## Размножение
Спаривание в северной части ареала приходится на весну (после спячки), в тёплом климате не приурочено к определённому сезону. Помёт в течение года один; детёнышей — от 3 до 8. У новорождённых уже имеются хорошо заметные иголки. Половая зрелость у лесных ежей наступает на втором году жизни. Продолжительность жизни около 6 лет.